# El bosque (película de 2002)
El bosque (originalmente titulado A Selva) es una película luso-hispano-brasileña del año 2002 dirigida por Leonel Vieira. 
La película ganó el premio "Mejor Película" en el Golden Globes Portugal del 2003. 

## Argumento
Alberto (interpretado por Diogo Morgado) es un joven monárquico portugués que en 1912 se exilió en Brasil. Allí, él es contratado por Velasco (Karra Elejalde), un capataz español, para trabajar en el corazón de la selva. Alberto descubre un mundo extraño y salvaje, en la que los indios, la fiebre y la locura de los hombres son peligros cotidianos.